# Guido Görtz
Guido Görtz (* 5. Oktober 1968 in Tönisvorst) ist ein deutscher Politiker (CDU) und seit 2022 Mitglied des Landtages von Nordrhein-Westfalen.

## Leben und Beruf
Görtz besuchte von 1975 bis 1979 die katholische Grundschule St. Tönis. 1986 schloss er die Realschule Tönisvorst mit der Mittleren Reife ab. Danach machte er drei Jahre lang eine Ausbildung zum Industriekaufmann bei Thyssen Edelstahlwerke in Krefeld. Die Ausbildung schloss er mit dem Kaufmannsgehilfenbrief ab.
Ab 1989 war er Stahlkaufmann bei seiner Ausbildungsfirma, die nun den Namen Outokumpu Nirosta hatte. Dabei war er Sachbearbeiter im Verkauf und in der Produktionsplanung. Seit 2015 ist er ehrenamtlicher Richter am Verwaltungsgericht Düsseldorf.

## Politische Tätigkeit
Görtz ist seit 1999 Mitglied der CDU. Dabei war er Vorsitzender der CDU Willich und stellvertretender Vorsitzender der CDU im Kreis Viersen.
Er ist seit 2004 Ratsmitglied in Willich. Dabei ist er seit 2009 erster stellvertretender Bürgermeister der Stadt. Zudem war er stellvertretender Vorsitzender im Haupt- und Finanzausschuss, Vorsitzender im Wahlprüfungsausschuss sowie im Ausschuss für Kultur & Brauchtum.
Seit 2009 ist er Kreistagsmitglied in Viersen.
Bei der Landtagswahl in Nordrhein-Westfalen 2022 befand er sich auf Platz 80 der Landesliste der CDU Nordrhein-Westfalen. Im Wahlkreis Viersen I gewann er mit 42,6 % der Erststimmen das Direktmandat und zog damit in den Landtag ein.

## Politische Positionen
Görtz legt seinen Schwerpunkt auf Verkehrs- und Agrarpolitik. Dabei fordert er den „[k]ontinuierlichen Umstieg auf alternative Antriebsarten im Öffentlichen Personennahverkehr (ÖPNV) und im Schienenpersonennahverkehr (SPNV)“. Er ist für einen „zügig[en] und ganzheitlich[en]“ Braunkohleausstieg. Im Landtag will er sich für Sicherheit in seinem Wahlkreis einsetzen.

## Mitgliedschaften
Görtz ist seit 1986 Mitglied der IG Metall. Seit 2009 ist er Mitglied im Aufsichtsrat der Verkehrsgesellschaft Kreis Viersen sowie Mitglied und Vorsitzender der Kooperationsgesellschaft Mittlerer Niederrhein. Seit 2010 ist er Mitglied der Altenhilfe Stadt Willich 1979. Von 2010 bis 2016 war er Vorsitzender des Deutschen Roten Kreuzes Willich. Seit 2013 ist er Ehrenoffizier der Prinzengarde der Stadt Willich. Seit 2018 ist er Mitglied beim Anrath 1tausend e.V. Seit 2020 ist er Mitglied im Vorstand des Festspielvereins Schlossfestspiele Neersen und Mitglied im Vorstand des Deutsch-Lettischen Freundeskreises. Seit 2021 ist er Mitglied im Aufsichtsrat der Stadtwerke Willich und stellvertretender Aufsichtsratsvorsitzender der MW Energy GmbH in Meerbusch.
Seit 2009 ist er politischer Vertreter des Kreises Viersen im Verkehrsverbund Rhein-Ruhr. Dabei war er Mitglied der Verbandsversammlung und deren Vorsitzender sowie Mitglied im Präsidium, Fraktionsvorstand und Verwaltungsrat.

## Privates
Görtz ist römisch-katholischer Konfession, verheiratet und Vater einer erwachsenen Tochter und eines erwachsenen Sohnes. Er lebt in Willich.